# Championnats d'Europe de karaté 1988
Les championnats d'Europe de karaté 1988 sont des championnats internationaux de karaté qui ont eu lieu à Gênes, en Italie, en 1988. Cette édition a été la 23e des championnats d'Europe de karaté seniors organisés par la Fédération européenne de karaté chaque année depuis 1966. Un total de 350 athlètes provenant de 22 pays y ont participé.

## Résultats

### Épreuves individuelles

#### Kata
| Rang | Pays   | Karatéka       |
| ---- | ------ | -------------- |
| 1    | Italie | Dario Marchini |
| 2    | ?      | ?              |
| 3    | ?      | ?              |

| Rang | Pays   | Karatéka |
| ---- | ------ | -------- |
| 1    | Italie | Restelli |
| 2    | ?      | ?        |
| 3    | ?      | ?        |

#### Kumite

##### Kumite masculin
| Rang | Pays    | Karatéka      |
| ---- | ------- | ------------- |
| 1    | Norvège | Stein Ronning |
| 2    | ?       | ?             |
| 3    | ?       | ?             |

| Rang | Pays   | Karatéka |
| ---- | ------ | -------- |
| 1    | Italie | Muffato  |
| 2    | ?      | ?        |
| 3    | ?      | ?        |

| Rang | Pays        | Karatéka      |
| ---- | ----------- | ------------- |
| 1    | Royaume-Uni | Wayne Otto    |
| 2    | ?           | ?             |
| 3    | France      | Thierry Masci |

| Rang | Pays   | Karatéka |
| ---- | ------ | -------- |
| 1    | Écosse | Gibson   |
| 2    | ?      | ?        |
| 3    | ?      | ?        |

| Rang | Pays    | Karatéka |
| ---- | ------- | -------- |
| 1    | Espagne | Egea     |
| 2    | ?       | ?        |
| 3    | ?       | ?        |

| Rang | Pays   | Karatéka   |
| ---- | ------ | ---------- |
| 1    | France | Marc Pyrée |
| 2    | ?      | ?          |
| 3    | ?      | ?          |

| Rang | Pays  | Karatéka |
| ---- | ----- | -------- |
| 1    | Suède | Daggfeld |
| 2    | ?     | ?        |
| 3    | ?     | ?        |

| Rang | Pays                 | Karatéka  |
| ---- | -------------------- | --------- |
| 1    | Allemagne de l'Ouest | Jörg Reuß |
| 2    | ?                    | ?         |
| 3    | ?                    | ?         |

##### Kumite féminin
| Rang | Pays   | Karatéka |
| ---- | ------ | -------- |
| 1    | France | Girardet |
| 2    | ?      | ?        |
| 3    | ?      | ?        |

| Rang | Pays    | Karatéka |
| ---- | ------- | -------- |
| 1    | Espagne | Dutrey   |
| 2    | ?       | ?        |
| 3    | ?       | ?        |

| Rang | Pays     | Karatéka        |
| ---- | -------- | --------------- |
| 1    | Pays-Bas | Guus van Mourik |
| 2    | ?        | ?               |
| 3    | ?        | ?               |

## Épreuves par équipe

### Kata par équipe
| Rang | Pays   |
| ---- | ------ |
| 1    | Italie |
| 2    | ?      |
| 3    | ?      |

| Rang | Pays   |
| ---- | ------ |
| 1    | Italie |
| 2    | ?      |
| 3    | ?      |

### Kumite par équipe
| Rang | Pays    |
| ---- | ------- |
| 1    | Norvège |
| 2    | ?       |
| 3    | ?       |

| Rang | Pays     |
| ---- | -------- |
| 1    | Finlande |
| 2    | ?        |
| 3    | ?        |